# Poblacional (álbum)
Poblacional es el disco debut del grupo de rap político Salvaje Decibel, el disco trae duras críticas a la sociedad actual, atacando el individualismo, el nacionalismo, el capitalismo mostrando la pobreza y desigualdad del país, además de llamar a no olvidar la Dictadura de Pinochet, rayar las calles con Grafitis y ejercer la Autodefensa.
En el disco participan otros MC's y grupos de rap, tales como GuerrillerOkulto, Mente Sabia Crú, Inkognito y MC Piri que en ese tiempo pertenecía al grupo Excelencia Prehispana.

## Lista de canciones
| N.º | Título                                | Escritor(es)    | Duración |  |
| 1.  | «Introducción»                        | Salvaje Decibel | 1:13     |  |
| 2.  | «Wena Wachos»                         | Salvaje Decibel | 3:32     |  |
| 3.  | «Ralla»                               | Salvaje Decibel | 4:26     |  |
| 4.  | «Tomen»                               | Salvaje Decibel | 3:41     |  |
| 5.  | «Interludio Contra Cultura Hip-Hop»   | Salvaje Decibel | 1:42     |  |
| 6.  | «Casas Bajas»                         | Salvaje Decibel | 4:31     |  |
| 7.  | «Solo Somos 1»                        | Salvaje Decibel | 4:24     |  |
| 8.  | «No hay Olvido» (con Pepo)            | Salvaje Decibel | 3:33     |  |
| 9.  | «Interludio Raíces»                   | Salvaje Decibel | 1:18     |  |
| 10. | «Lumpén»                              | Salvaje Decibel | 3:40     |  |
| 11. | «Individual» (con GuerrillerOkulto)   | Salvaje Decibel | 2:55     |  |
| 12. | «Blablabrotas» (con MC Unabez)        | Salvaje Decibel | 3:53     |  |
| 13. | «Tengo un Sueño» (con MC Piri)        | Salvaje Decibel | 3:54     |  |
| 14. | «El Lado Oscuro de La Luna Remix»     | Salvaje Decibel | 3:23     |  |
| 15. | «Interludio Baladí»                   | Salvaje Decibel | 0:48     |  |
| 16. | «Flor» (con Inkognito)                | Salvaje Decibel | 4:21     |  |
| 17. | «Interferencia» (con Mente Sabia Crú) | Salvaje Decibel | 4:33     |  |
| 18. | «Autodefensa» (con GuerrillerOkulto)  | Salvaje Decibel | 4:34     |  |
| 19. | «Outro Pobla»                         | Salvaje Decibel | 1:25     |  |